# رويل بروفيرز

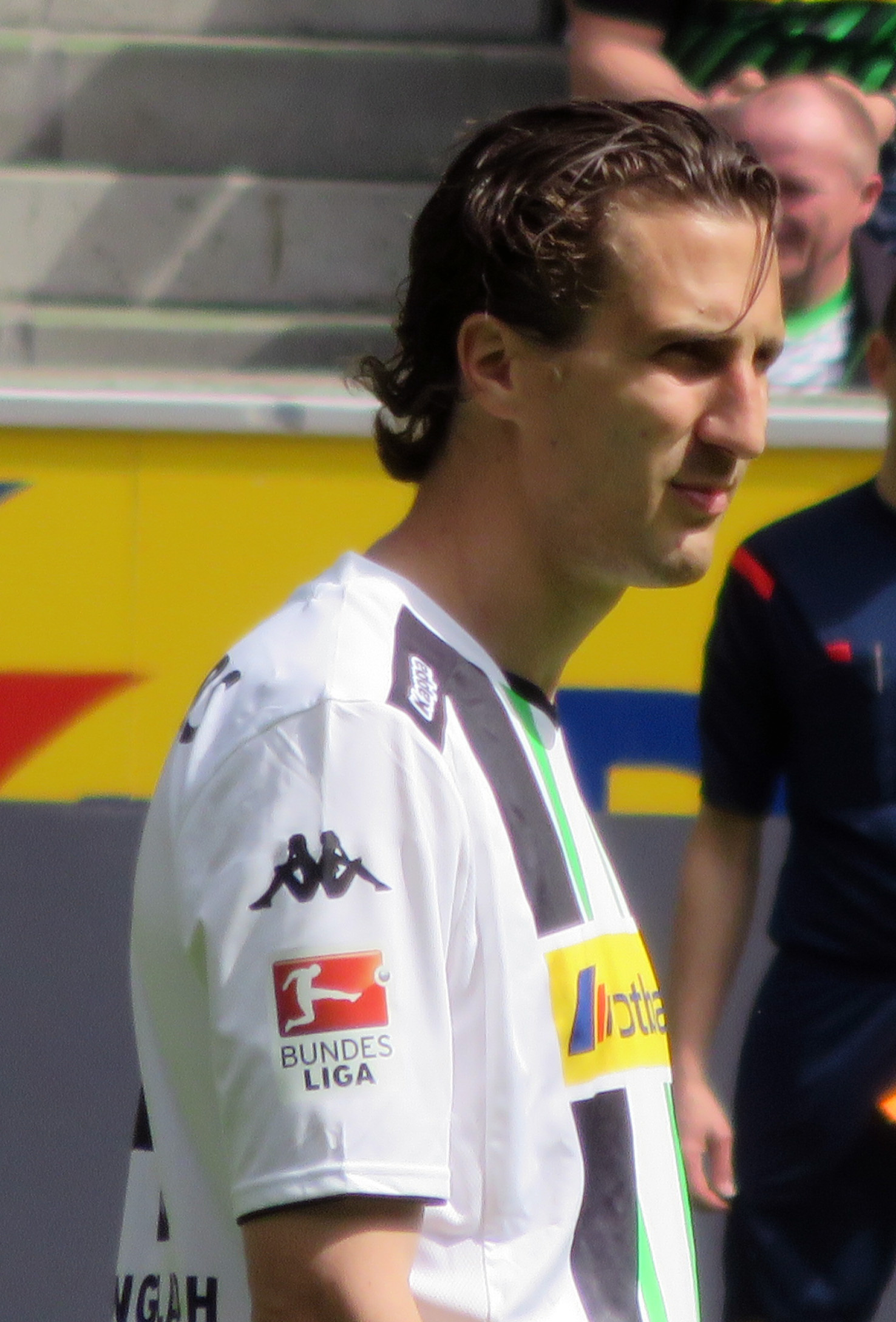

رويل بروفيرز (بالهولندية: Roel Brouwers)‏ (مواليد 28 نوفمبر 1981 في هيرلن - هولندا) لاعب كرة قدم هولندا يلعب حاليا لصالح نادي الدرجة الأولى بوروسيا مونشنغلادباخ الألماني منذ 2007 في مركز قلب الدفاع .

## روابط خارجية
- رويل بروفيرز على موقع قاعدة بيانات كرة القدم.إي يو (الإنجليزية)
- رويل بروفيرز على موقع بيانات كرة القدم. دي إي (الألمانية)
- رويل بروفيرز على موقع Soccerway.com (الإنجليزية)
- رويل بروفيرز على موقع عالم كرة القدم.نت (الإنجليزية)
- رويل بروفيرز على موقع كووورة
- رويل بروفيرز على موقع AS.com (الإسبانية)